# Zespół mioklonii i dystonii
Zespół mioklonii i dystonii – jedna z dystonii uwarunkowanych genetycznie.
Dystonia ta jest dziedziczona autosomalnie dominująco z niepełną penetracją genu (DYT11). Mutacja genu SGCR kodującego ε-sarkoglikan na chr. 7q21 (sarkoglikany kodują składniki kompleksu glikoproteiny powiązanej z dystrofiną). Ponadto w jednej rodzinie dotkniętej tym zespołem umiejscowiono locus genowe na chromosomie 18q (DYT15).
Objawy:
- początek 1-2 dekada życia
- pierwszym objawem są mioklonie, które mogą pojawiać się z dystonią lub bez niej
- najczęściej zajęte mięśnie szyi i kończyn górnych, rzadziej tułów i mięśnie opuszkowe, najrzadziej kończyny dolne
- zrywania miokloniczne zmniejszają się pod wpływem alkoholu
- objawy stabilizują się w wieku dorosłym
- często występują zaburzenia psychiczne (obsesyjno-kompulsyjne).